# シャルル・ファブリ

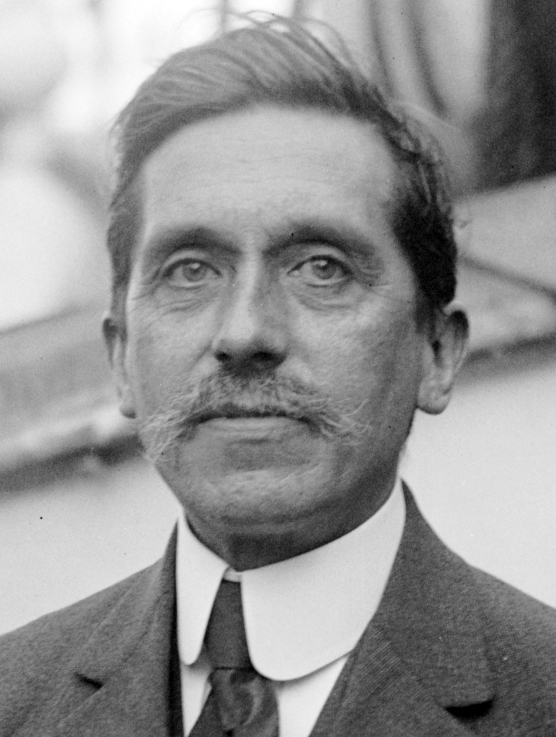
シャルル・ファブリ

シャルル・ファブリ（フランス語: Charles Fabry, 1867年6月11日 - 1945年12月11日）は、フランスの物理学者・天文学者である。ペローと共にファブリ・ペロー干渉計を発明し、大気上層のオゾン層が太陽からの紫外線を吸収することを発見した。

## 経歴
マルセイユに生まれ、1894年にマルセイユ大学のスタッフとなった。始め光の干渉の研究を行い、1899年アルフレッド・ペローとともに、ファブリ・ペロー干渉計を発明した。太陽や恒星のスペクトルの研究を行い、太陽の紫外線が大気上層のオゾン層によって吸収されることを示した。
1921年にソルボンヌ大学の教授となり、光学研究所(l'Institut d'optique）、高等光学学校（l'Ecole superieure d'optique）の初代の所長となった。著書に Les applications des interférences lumineuses (1923年;「光学干渉の応用」)、Physique et Astrophysique (1935年; 「物理学と天体物理学」)がある。

## 受賞歴
- 1918年 ランフォード・メダル
- 1919年 ヘンリー・ドレイパー・メダル
- 1921年 フランクリン・メダル
- 1929年 ジュール・ジャンサン賞